# Lekkoatletyka na Letnich Igrzyskach Olimpijskich 1988 – bieg na 110 m przez płotki mężczyzn
Bieg na 110 metrów przez płotki mężczyzn podczas XXIV Letnich Igrzysk Olimpijskich w Seulu rozegrano 25 (eliminacje i ćwierćfinały) i 26 września 1988 (półfinały i finał) na Stadionie Olimpijskim. Zwycięzcą został reprezentant Stanów Zjednoczonych Roger Kingdom, który tym samym obronił tytuł zdobyty cztery lata wcześniej w Los Angeles. W finale ustanowił nowy rekord olimpijski uzyskując czas 12,98 s.

## Rekordy

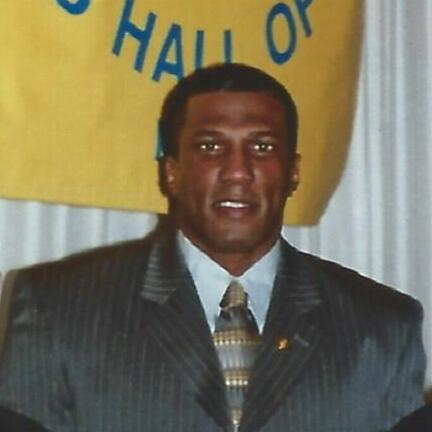
Roger Kingdom

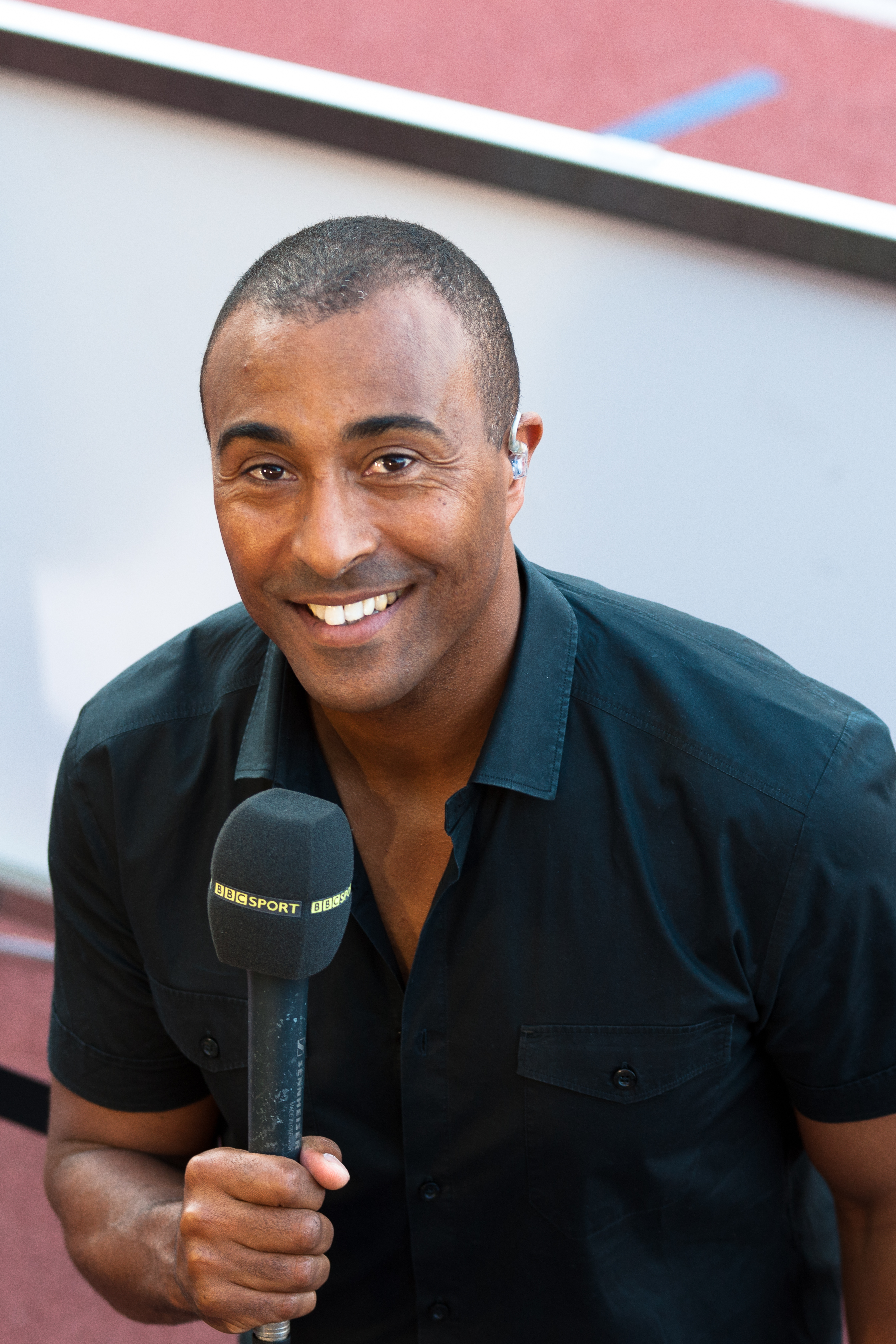
Colin Jackson

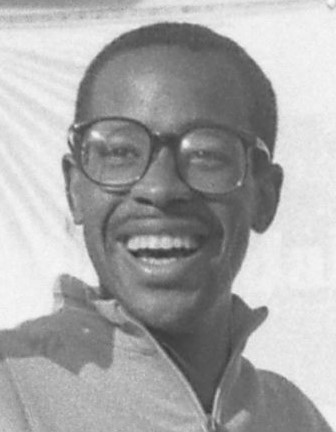
Tonie Campbell

|                   | Zawodnik         | Narodowość        | Czas  | Data                  | Miejsce     |
| ----------------- | ---------------- | ----------------- | ----- | --------------------- | ----------- |
| Rekord świata     | Renaldo Nehemiah | Stany Zjednoczone | 12,93 | 19 sierpnia 1981(dts) | Zurych      |
| Rekord olimpijski | Roger Kingdom    | Stany Zjednoczone | 13,20 | 6 sierpnia 1984(dts)  | Los Angeles |

## Wyniki
| Poz. - pozycja |
| – rekord świata \| – rekord krajowy \| – rekord życiowy \| = – wyrównany rekord życiowy \| · – najlepszy wynik w sezonie \| = – wyrównany najlepszy wynik w sezonie \| – rekord olimpijski |
| Fn – falstart \| DNF – nie ukończył \| DNS – nie wystartował \| DSQ – zdyskwalifikowany |

### Eliminacje
Rozegrano sześć biegów eliminacyjnych. Do ćwierćfinałów awansowało po pięciu najlepszych zawodników z każdego biegu (Q) oraz dwóch z najlepszymi czasami spośród pozostałych (q).

#### Bieg 1
Wiatr: 0,0 m/s
| Poz. | Zawodnik              | Narodowość      | Rezultat | Uwagi |
| ---- | --------------------- | --------------- | -------- | ----- |
| 1    | Colin Jackson         | Wielka Brytania | 13,50    | Q     |
| 2    | Stéphane Caristan     | Francja         | 13,96    | Q     |
| 3    | Andrew Parker         | Jamajka         | 14,00    | Q     |
| 4    | Florian Schwarthoff   | RFN             | 14,13    | Q     |
| 5    | Noureddine Tadjine    | Algieria        | 14,36    | Q     |
| 6    | Rashid Sheban Marzouk | Katar           | 14,69    | q     |
| 7    | José de Souza         | Benin           | 15,05    |       |
| –    | Lyndon Campos         | Brazylia        | DNS      |       |

#### Bieg 2
Wiatr: –0,2 m/s
| Poz. | Zawodnik         | Narodowość        | Rezultat | Uwagi |
| ---- | ---------------- | ----------------- | -------- | ----- |
| 1    | Tonie Campbell   | Stany Zjednoczone | 13,45    | Q     |
| 2    | Yu Zhicheng      | Chiny             | 14,07    | Q     |
| 3    | Aleksandr Markin | ZSRR              | 14,17    | Q     |
| 4    | Thomas Kearns    | Irlandia          | 14,17    | Q     |
| 5    | Modesto Castillo | Dominikana        | 14,40    | Q     |
| 6    | Judex Lefou      | Mauritius         | 14,73    |       |
| –    | Stephen Kerho    | Kanada            | DNF      |       |

#### Bieg 3
Wiatr: +0,8 m/s
| Poz. | Zawodnik          | Narodowość        | Rezultat | Uwagi |
| ---- | ----------------- | ----------------- | -------- | ----- |
| 1    | Roger Kingdom     | Stany Zjednoczone | 13,40    | Q     |
| 2    | Tony Jarrett      | Wielka Brytania   | 13,45    | Q     |
| 3    | Yang Guang        | Chiny             | 14,01    | Q     |
| 4    | Derrick Knowles   | Bahamy            | 14,22    | Q     |
| 5    | Zeyad Abdulrazak  | Kuwejt            | 14,44    | Q     |
| 6    | Youssef Al-Dosari | Arabia Saudyjska  | 15,03    |       |
| –    | Benjamin Grant    | Sierra Leone      | DNS      |       |

#### Bieg 4
Wiatr: +0,3 m/s
| Poz. | Zawodnik         | Narodowość      | Rezultat | Uwagi |
| ---- | ---------------- | --------------- | -------- | ----- |
| 1    | Mark McKoy       | Kanada          | 13,78    | Q     |
| 2    | Jiří Hudec       | Czechosłowacja  | 13,78    | Q     |
| 3    | Philippe Tourret | Francja         | 13,88    | Q     |
| 4    | Alain Cuypers    | Belgia          | 13,89    | Q     |
| 5    | Javier Moracho   | Hiszpania       | 13,96    | Q     |
| 6    | Wu Chin-jing     | Chińskie Tajpej | 14,11    | q     |
| 7    | Dambar Kuwar     | Nepal           | 16,51    |       |

#### Bieg 5
Wiatr: +1,0 m/s
| Poz. | Zawodnik          | Narodowość       | Rezultat | Uwagi |
| ---- | ----------------- | ---------------- | -------- | ----- |
| 1    | Władimir Szyszkin | ZSRR             | 13,75    | Q     |
| 2    | Mikael Ylöstalo   | Finlandia        | 13,87    | Q     |
| 3    | Erik Jensen       | Dania            | 13,91    | Q     |
| 4    | Carlos Sala       | Hiszpania        | 14,00    | Q     |
| 5    | Kim Jin-tae       | Korea Południowa | 14,06    | Q     |
| 6    | João Lima         | Portugalia       | 14,73    |       |
| 7    | Albert Miller     | Fidżi            | 14,86    |       |

#### Bieg 6
Wiatr: +0,9 m/s
| Poz. | Zawodnik            | Narodowość        | Rezultat | Uwagi |
| ---- | ------------------- | ----------------- | -------- | ----- |
| 1    | Arthur Blake        | Stany Zjednoczone | 13,66    | Q     |
| 2    | Jonathan Ridgeon    | Wielka Brytania   | 13,75    | Q     |
| 3    | Richard Bucknor     | Jamajka           | 13,89    | Q     |
| 4    | György Bakos        | Węgry             | 13,94    | Q     |
| 5    | Nagi Ghazi Moursine | Irak              | 14,46    | Q     |
| 6    | Curt Hampstead      | Gujana            | 14,88    |       |
| 7    | Roberto Carmona     | Meksyk            | 15,24    |       |

### Ćwierćfinały
Rozegrano cztery biegi ćwierćfinałowe. Do półfinałów awansowało po czterech najlepszych zawodników z każdego biegu.

#### Bieg 1
Wiatr: +0,6 m/s
| Poz. | Zawodnik              | Narodowość        | Rezultat | Uwagi |
| ---- | --------------------- | ----------------- | -------- | ----- |
| 1    | Roger Kingdom         | Stany Zjednoczone | 13,17    | Q,    |
| 2    | Mark McKoy            | Kanada            | 13,56    | Q     |
| 3    | Stéphane Caristan     | Francja           | 13,61    | Q     |
| 4    | Jiří Hudec            | Czechosłowacja    | 13,65    | Q     |
| 5    | Florian Schwarthoff   | RFN               | 13,67    |       |
| 6    | Javier Moracho        | Hiszpania         | 13,88    |       |
| 7    | Thomas Kearns         | Irlandia          | 14,30    |       |
| 8    | Rashid Sheban Marzouk | Katar             | 14,47    |       |

#### Bieg 2
Wiatr: +1,0 m/s
| Poz. | Zawodnik         | Narodowość        | Rezultat | Uwagi |
| ---- | ---------------- | ----------------- | -------- | ----- |
| 1    | Tonie Campbell   | Stany Zjednoczone | 13,47    | Q     |
| 2    | Philippe Tourret | Francja           | 13,73    | Q     |
| 3    | Jonathan Ridgeon | Wielka Brytania   | 13,74    | Q     |
| 4    | Yu Zhicheng      | Chiny             | 13,95    | Q     |
| 5    | Erik Jensen      | Dania             | 14,02    |       |
| 6    | Andrew Parker    | Jamajka           | 14,05    |       |
| 7    | Aleksandr Markin | ZSRR              | 14,19    |       |
| 8    | Zeyad Abdulrazak | Kuwejt            | 14,56    |       |

#### Bieg 3
Wiatr: +0,2 m/s
| Poz. | Zawodnik            | Narodowość      | Rezultat | Uwagi |
| ---- | ------------------- | --------------- | -------- | ----- |
| 1    | Tony Jarrett        | Wielka Brytania | 13,59    | Q     |
| 2    | Władimir Szyszkin   | ZSRR            | 13,60    | Q     |
| 3    | Mikael Ylöstalo     | Finlandia       | 13,70    | Q     |
| 4    | Carlos Sala         | Hiszpania       | 13,70    | Q     |
| 5    | Wu Chin-jing        | Chińskie Tajpej | 14,23    |       |
| 6    | Derrick Knowles     | Bahamy          | 14,30    |       |
| 7    | Nagi Ghazi Moursine | Irak            | 14,47    |       |
| 8    | György Bakos        | Węgry           | 18,02    |       |

#### Bieg 4
Wiatr: +0,6 m/s
| Poz. | Zawodnik           | Narodowość        | Rezultat | Uwagi |
| ---- | ------------------ | ----------------- | -------- | ----- |
| 1    | Colin Jackson      | Wielka Brytania   | 13,37    | Q     |
| 2    | Arthur Blake       | Stany Zjednoczone | 13,65    | Q     |
| 3    | Richard Bucknor    | Jamajka           | 13,91    | Q     |
| 4    | Alain Cuypers      | Belgia            | 13,97    | Q     |
| 5    | Kim Jin-tae        | Korea Południowa  | 14,00    |       |
| 6    | Modesto Castillo   | Dominikana        | 14,21    |       |
| 7    | Yang Guang         | Chiny             | 14,24    |       |
| 8    | Noureddine Tadjine | Algieria          | 14,35    |       |

### Półfinały
Rozegrano dwa biegi półfinałowe. Do finału awansowało po czterech najlepszych zawodników z każdego biegu.

#### Bieg 1
Wiatr: 0,0 m/s
| Poz. | Zawodnik          | Narodowość        | Rezultat | Uwagi |
| ---- | ----------------- | ----------------- | -------- | ----- |
| 1    | Władimir Szyszkin | ZSRR              | 13,46    | Q     |
| 2    | Tonie Campbell    | Stany Zjednoczone | 13,47    | Q     |
| 3    | Colin Jackson     | Wielka Brytania   | 13,55    | Q     |
| 4    | Jonathan Ridgeon  | Wielka Brytania   | 13,68    | Q     |
| 5    | Stéphane Caristan | Francja           | 13,71    |       |
| 6    | Carlos Sala       | Hiszpania         | 13,85    |       |
| 7    | Alain Cuypers     | Belgia            | 13,92    |       |
| 8    | Richard Bucknor   | Jamajka           | 13,98    |       |

#### Bieg 2
Wiatr: –0,7 m/s
| Poz. | Zawodnik         | Narodowość        | Rezultat | Uwagi |
| ---- | ---------------- | ----------------- | -------- | ----- |
| 1    | Roger Kingdom    | Stany Zjednoczone | 13,37    | Q     |
| 2    | Arthur Blake     | Stany Zjednoczone | 13,52    | Q     |
| 3    | Mark McKoy       | Kanada            | 13,54    | Q     |
| 4    | Tony Jarrett     | Wielka Brytania   | 13,56    | Q     |
| 5    | Jiří Hudec       | Czechosłowacja    | 13,73    |       |
| 6    | Yu Zhicheng      | Chiny             | 13,94    |       |
| 7    | Philippe Tourret | Francja           | 13,96    |       |
| 8    | Mikael Ylöstalo  | Finlandia         | 14,09    |       |

### Finał
Wiatr: +1,5 m/s
| Poz. | Zawodnik          | Narodowość        | Rezultat | Uwagi |
| ---- | ----------------- | ----------------- | -------- | ----- |
| 1    | Roger Kingdom     | Stany Zjednoczone | 12,98    | [ 1 ] |
| 2    | Colin Jackson     | Wielka Brytania   | 13,28    |       |
| 3    | Tonie Campbell    | Stany Zjednoczone | 13,38    |       |
| 4    | Władimir Szyszkin | ZSRR              | 13,52    |       |
| 5    | Jonathan Ridgeon  | Wielka Brytania   | 13,52    |       |
| 6    | Tony Jarrett      | Wielka Brytania   | 13,54    |       |
| 7    | Mark McKoy        | Kanada            | 13,61    |       |
| 8    | Arthur Blake      | Stany Zjednoczone | 13,96    |       |